# Société de secours
La Société de secours (en anglais Relief Society) est une organisation philanthropique et éducative, une organisation officielle de l’Église de Jésus-Christ des saints des derniers jours fondée en 1842 à Nauvoo, Illinois, États-Unis.
La Société de secours est aujourd’hui composée de plus de 5,2 millions de membres dans près de 170 pays et territoires. C’est aussi l’une des plus anciennes et des plus importantes organisations de femmes dans le monde,.

## Nom
- 1842 : La Société féminine de secours de Nauvoo
- 1866 : La Société féminine de secours
- 1872 : La Société de secours
- 1891 : La Société de secours nationale des femmes
- 1945 : La Société de secours de l’Église de Jésus Christ des saints des derniers jours

## Emblème
L'emblème de la Société de secours combine sa devise « La charité ne périt jamais » (1 Corinthiens 13:8) avec des gerbes de blé symbolisant l'entreposage de grains pour des temps de besoin.

## But
À l'époque où elle été fondée, la Société de secours avait deux objectifs principaux : porter secours aux pauvres et aux nécessiteux et sauver les âmes. Cette organisation a but non lucratif reste aujourd'hui fidèle aux principes directeurs de son origine. Dans le monde entier, les membres de la Société de secours œuvrent avec les détenteurs de la prêtrise pour accomplir la mission de l'Église.

## Histoire

### Organisation de la Société de secours

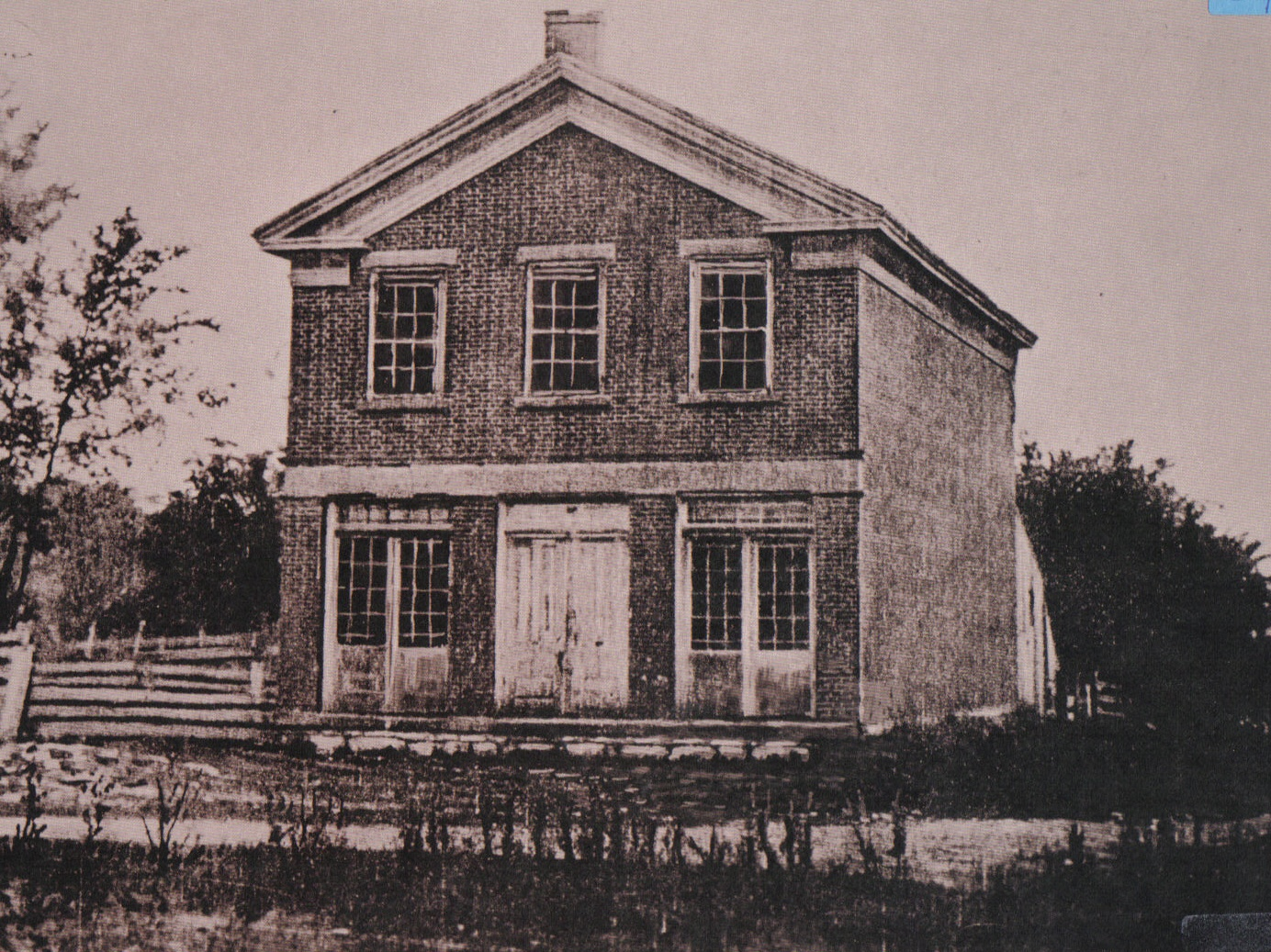
'Red Brick Store' (Magasin de briques rouges) à Nauvoo, Illinois

Au printemps 1842, Sarah M. Kimball et sa couturière, Mademoiselle Cook, discutaient de la manière d'aider ceux qui travaillaient à la construction du temple de Nauvoo. Elles décidèrent d’inviter leurs voisines pour associer leurs efforts en créant une Société de Femmes. Sarah Kimball demanda à Eliza R. Snow de rédiger les statuts de cette organisation pour les soumettre à Joseph Smith, Président de l’Église de Jésus-Christ des saints des derniers jours pour approbation. Après avoir vérifié les notes, Joseph Smith commenta : « Ça n’est pas ce que vous voulez… le Seigneur a quelque chose de mieux pour vous qu’une constitution écrite… Je vais organiser les femmes sous l’égide de la prêtrise sur le modèle de la prêtrise…. L’Église n’est jamais parfaitement organisée tant que les femmes ne sont pas ainsi organisées ».
Dix-huit femmes se rassemblèrent le jeudi 17 mars 1842 dans la salle au second étage du magasin de briques rouges des Smith, Joseph Smith, John Taylor et Willard Richards assis face à elles à l'extrémité de la pièce. L’Esprit du Dieu saint brûle comme une flamme fut chanté et John Taylor ouvrit la réunion avec une prière. Les femmes qui assistaient à cette première réunion furent :
| - Emma Hale Smith - Sarah M. Cleveland - Phebe Ann Hawkes - Elizabeth Jones - Sophia Packard - Philinda Merrick - Martha Knight - Desdemona Fulmer - Elizabeth Ann Whitney | - Leonora Taylor - Bathsheba W. Smith - Phebe M. Wheeler - Elvira A. Coles (Cowles; Elivira A. C. Holmes) - Margaret A. Cook - Sarah M. Kimball - Eliza R. Snow - Sophia Robinson - Sophia R. Marks |

Huit autres femmes absentes ce jour-là furent ensuite admises comme membres :
| - Sarah Higbee - Thirza Cahoon - Keziah A. Morrison - Marinda N. Hyde | - Abigail Allred - Mary Snider - Sarah S. Granger Kimball\|Sarah S. Granger - Cynthia A. Eldredge |

William Richards raconte : « Joseph Smith s’est adressé à la réunion de Société de secours afin d’expliquer la raison d’être de la Société de secours. Il a dit qu’elle pourrait inciter les frères à faire de bonnes œuvres en s’occupant des besoins des pauvres, en recherchant des buts de charité et en satisfaisant leurs besoins, en aidant à corriger la moralité et en fortifiant les vertus de la collectivité… »,
Joseph Smith proposa que les femmes élisent une présidente qui choisirait deux conseillères. Emma Hale Smith fut élue présidente à l’unanimité. Elle choisit Sarah M. Cleveland et Elizabeth Ann Whitney comme conseillères. John Taylor fut sollicité pour les mettre à part et il le fit.
Il fut proposé que l’organisation prenne le nom de ‘Société de bienfaisance’ ce qui fut approuvé à l’unanimité. Cependant, Emma Smith émit un point d’objection. Elle convainquit les participants que ‘Société de secours des femmes de Nauvoo’ serait un meilleur reflet du but de l’organisation car il y avait de grandes actions de secours à accomplir et non seulement du bénévolat. Après discussion, il fut unanimement accepté que le nom de l’organisation naissante fut changé en la ‘Société de secours des femmes de Nauvoo’
Joseph Smith offrit 10 dollars en or pour les premiers fonds de la Société et les hommes quittèrent la pièce.
Eliza R. Snow fut unanimement élue comme secrétaire de la Société avec Phebe M. Wheeler comme assistante secrétaire et Elvira A. Coles comme trésorière. Emma Smith souligna que chaque membre devait avoir l’ambition de faire le bien et de rechercher et soulager la détresse.
Plusieurs femmes membres firent ensuite des dons à la Société.
Les hommes revinrent et Taylor et Richard firent aussi des dons. Après avoir chanté Venez, réjouissons-nous, la réunion fut ajournée au jeudi suivant à 10 heures. John Taylor fit la prière de clôture.
Une semaine plus tard, Joseph Smith nota dans son journal : « J'ai assisté sur demande, la Société de secours des femmes, dont le but est de soulager des pauvres, les démunis, la veuve et l'orphelin pour des œuvres de bienfaisance… Nous sommes convaincus qu’avec leurs efforts communs, la condition des pauvres, des étrangers et des démunis sera améliorée. »
La nouvelle organisation devint immédiatement populaire. Sous la direction de Emma Smith, la Société fut organisée et les réunions dirigées dans chacune des quatre paroisses de la ville. Une jeune mère, Sarah Pea Rich, femme de Charles C. Rich se souvint : « Nous avons ensuite, en tant que peuple, été unies et avons plus été comme une famille que comme des étrangers. »
En mars 1844, le nombre de membres totalisait 1 342 femmes. Les dernières réunions de la Société de secours de Nauvoo furent tenues le 16 mars 1844.

### Société de secours des Jeunes Gens et des Jeunes Filles de Nauvoo
À partir de janvier 1843, un mouvement similaire débuta chez les jeunes hommes et jeunes femmes de Nauvoo sous la supervision immédiate de l’Apôtre Heber C. Kimball. Des soirées de conférences furent mises en place pour utiliser le temps à meilleur escient, à l’étude des Écritures et à éviter les festivités excessives de danses et de spectacles. À une occasion au moins, Joseph Smith s’adressa lors d’une réunion informelle aux jeunes et les exhorta à inclure des services aux pauvres dans leurs efforts. En réponse, peu avant la mort de Joseph Smith, les jeunes organisèrent la Société de secours des Jeunes Gens et des Jeunes Filles de Nauvoo en tant que Société de bienfaisance.

### Sociétés de secours indépendantes (1844 à 1868)
Peu de temps après les dernières réunions de Société de secours à Nauvoo, Joseph Smith et son frère Hyrum Smith ont été arrêtés par des officiers du comté et furent tués par la foule à Carthage, Illinois, le 27 juin 1844. Après leur décès, la majorité des membres de l'église locale s’activa à l'achèvement du Temple de Nauvoo et à l’accomplissement du travail au temple avant de quitter la ville.
Lorsque la secrétaire de la Société de secours Eliza R. Snow rejoignit les saints dans leur exode vers l’ouest en 1846, elle apporta avec elle les registres de la Société de secours. Elizabeth Ann Whitney dirigea un peu les réunions de Société de secours de cette année lors des quartiers d’hiver (Winter Quarters), Nebraska.
Au cours des années 1850, alors que les membres de l'Église avaient établi de nouvelles communautés et essayé de s’installer dans le désert d’Utah, d'autres réunions de l'église officielle de Sainte Cène ont été organisées de façon irrégulière. Toutefois, plusieurs paroisses d’Utah ont créé des organisations indépendantes de Société de secours. Les registres sont rares mais indiquent qu’en 1858, les Sociétés de secours indépendantes sont au nombre de dix : Salt Lake City, Ogden, Provo, Spanish Fork et Nephi, Utah. Bien que pauvres en biens matériels, parmi les objectifs des femmes mormones figurent la nourriture et l’habillement des natifs américains.
En 1854, une "Société de secours aux Indiens" fut formée à la treizième paroisse avec Matilda Dudley comme présidente et Martha J. Corary comme secrétaire. Cette organisation continua pendant trois ans et tint des comptes rendus et des rapports financiers. Eliza R. Snow s’impliqua dans la Société de secours indépendante dans la 18e paroisse. En 2004, l'historienne Carol Holindrake Nielson se documenta sur l'organisation, les activités et les membres de Société de secours de la quatorzième paroisse de Salt Lake City. La quatorzième paroisse incluait Temple Square lieu désigné pour le temple et onze quartiers résidentiels au sud et l'ouest. Cette section contient les maisons de nombreux responsables de l'Église. Entre autres, l’enrôlement de la Société de secours contient les noms de Leonora Taylor et Jane B. Taylor, épouse de John Taylor, Elizabeth B. Pratt, Kezia D. Pratt et Phoebe Soper Pratt, les femmes de Parley P. Pratt, et Phebe W. Woodruff, Emma Woodruff, Sarah Woodruff, Sarah Woodruff Delight, Phebe A. Woodruff, Susan C. Woodruff, Bulah Woodruff, épouses et filles de Wilford Woodruff.
Les perturbations causées par la guerre d'Utah de 1858 interrompirent les activités de ces Sociétés de secours. Pas plus de trois ou quatre de ces organisations indépendantes survécurent à l’exode temporaire de la plus grande partie de la population mormone du sud du comté de Salt Lake.

### Expansion de la Société de secours
Le Président de l'Église Brigham Young appela Eliza R. Snow comme Présidente Générale de la Société de secours pour l'ensemble de l'église en 1866 non seulement pour le soulagement des pauvres, mais la réalisation de toutes les œuvres bonnes et nobles

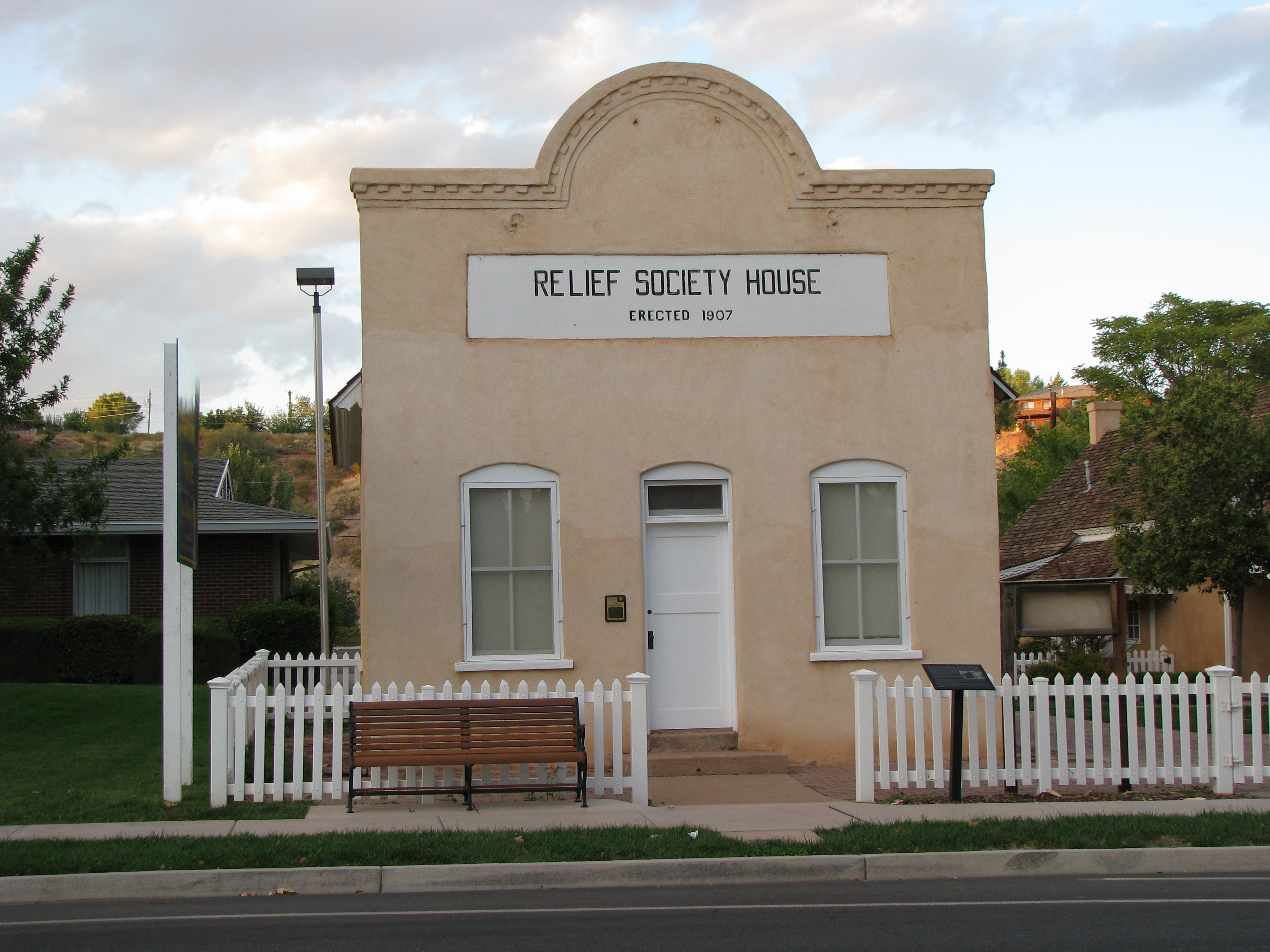
Relief Society House (maison de la Société de secours), érigée en 1907, Santa Clara, Utah

Brigham Young exprima la nécessité de créer des unités locales de Société de secours de l’Église lors de la conférence d’avril 1868 : Maintenant, Évêques, beaucoup d’entre vous avez des femmes de valeur. Laissez-les organiser des Sociétés de secours de femmes dans les différents quartiers. Nous avons de nombreuses femmes de talent parmi nous.... vous constaterez que les sœurs seront le moteur du mouvement.
Elisa R. Snow a ensuite été chargée d'aider les évêques locaux dans l'organisation permanente de branches de la Société de secours. Se servant des minutes enregistrées lors des premières réunions de Nauvoo, Elisa R. Snow créa une "constitution" pour toutes les unités locales afin de les unifier dans la dénomination, le but et l'organisation. Avec neuf autres femmes, elle commença à visiter les paroisses et les quartiers en 1868 et, à la fin de l'année, des organisations existèrent dans les assemblées de Salt Lake City et dans presque chaque comté d’Utah.
Au niveau de la paroisse, la nouvelle Société de secours avait plusieurs fonctions. Les femmes aidèrent l’Évêque dans l’entraide pour les déshérités. Elles recueillirent et distribuèrent des fonds et des produits de base, et fournirent des services axés sur des tâches telles que le nettoyage de maisons, de couture, de plantation et d'entretien de jardins et de la fabrication de petits articles nécessaires au niveau local.

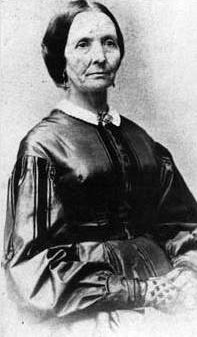
Elisa R. Snow

Sous sa présidence, Elisa R. Snow encouragea la spiritualité et l'autosuffisance. Pendant les années 1880, la Société de secours continue à élaborer des programmes qui ont commencé dans les années 1870 : entreposage de blé, entretien des salles de Société de secours et des magasins de distribution de paroisse, gère des programmes de formation d’infirmières et d’obstétrique. La nouveauté est l’ouverture, en 1882, de l’hôpital de Deseret, deuxième hôpital d’Utah, le premier géré par l’Église.
En 1872, Elise R. Snow fournit une assistance et des conseils de Louisa L. Greene pour la création d'une publication pour femmes la Woman's Exponent, qui a été vaguement affiliée à la Société de secours.
Elisa R. Snow étendit ses responsabilités aux Jeunes Filles et aux enfants dans l’Église. Elle fut la principale organisatrice de la Young Ladies' Mutual Improprement Association (organisation des Jeunes Filles) et de la Primary Association (Primaire) en 1869.
Au début, les réunions de Société de secours avaient lieu deux fois par mois. Une réunion par mois était consacrée à la couture et l’aide aux déshérités. Au cours de la deuxième réunion, les membres recevaient des enseignements et des encouragements sur des thèmes de discussion édifiants et éducatifs et rendaient témoignage. Les femmes étaient également encouragées à favoriser et développer les opportunités culturelles dans leur communauté.
La mort de Eliza R. Snow en 1887 marque la fin d’une ère pour la Société de secours. En 1888, Zina Diantha H. Young la remplace comme présidente. À ce moment, la Société de secours avait plus de 22 000 membres dans 400 paroisses et branches.

## Société de secours de nos jours
En 1942, les membres de l'organisation étaient environ de 115 000 femmes, allant jusqu’à 300 000 en 1966. En 2007, la Société de secours comptait environ 5,2 millions de membres dans plus de 170 pays et territoires.
Dans l’Église d'aujourd'hui, toutes les femmes saintes des derniers jours de 18 ans ou plus sont membres de la Société de secours. En outre, les femmes de moins de 18 ans qui sont mariées et les mères célibataires de 17 ans sont membres de l'organisation. Il n'y a ni frais d'adhésion ni cotisation annuelle pour être membre de la Société de secours.
Dans chaque branche ou paroisse locale de l'Église, un membre de la Société de secours sert en tant que présidente locale de l’organisation. La présidente peut demander à deux autres femmes de la Société de secours de l'aider en tant que conseillères et ensemble elles forment la présidence de la Société de secours. La présidence de la Société de secours agit sous la direction de l’Évêque ou du Président de Branche en présidant et servant les femmes de la paroisse. Par ailleurs, une présidence de Société de secours de Pieux  existe pour superviser cinq Présidences ou plus de Sociétés de secours locales.

### Bâtiment administratif

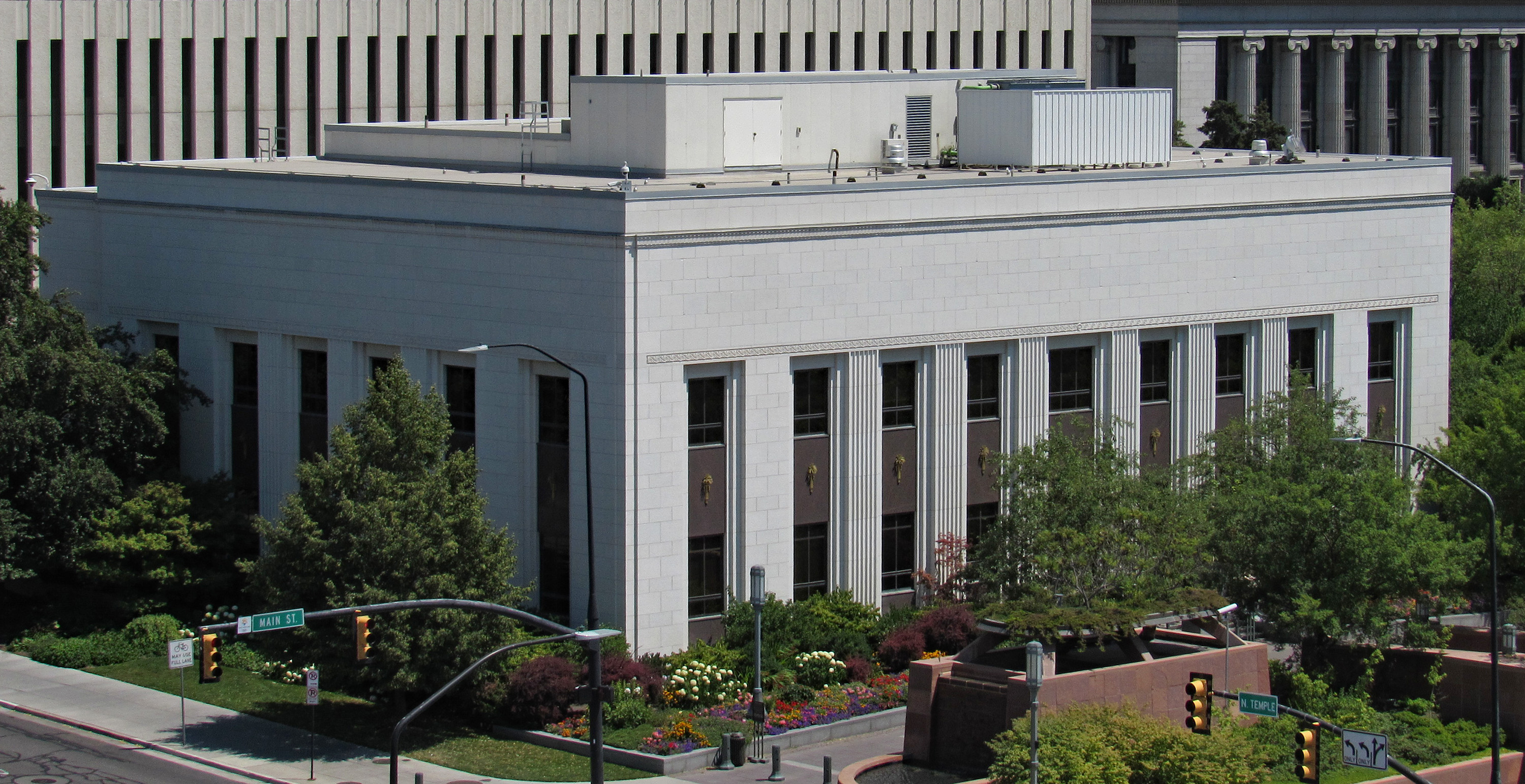
Bâtiment administratif de la Société de secours à Salt Lake City

Le bâtiment administratif de la Société de secours est situé à Temple Square, Salt Lake City, Utah.
À Salt Lake City, la Société de secours a un siège administratif distinct des autres bureaux administratifs de l’Église. Alors que le Collège des Soixante-Dix avait un bâtiment à Nauvoo dans les années 1840, la Société de secours est la seule organisation auxiliaire dans l’Église à avoir une installation propre. Ce bâtiment de la Société de secours est également le bâtiment le plus proche de la porte du Temple de Salt Lake. Ces faits sont cités par beaucoup comme une preuve de l'importance de la Société de secours et des femmes dans l'Église.

### Fonctionnement
La Société de secours s'efforce d'atteindre son but et ses objectifs par la mise en œuvre dans quatre domaines principaux :

#### Visites d’enseignement
Chaque membre de la Société de secours forme une équipe d’instructrices visiteurs avec une autre membre de la Société de secours. Une équipe est attribuée à chaque membre de la Société de secours. Les instructrices visiteuses rendent visite aux membres de la Société de secours qui leur sont confiées ou prennent contact avec elle au moins une fois par mois. Idéalement, ce contact est une visite personnelle chez elle. Si ce n'est pas possible, le membre peut être contacté par téléphone, courrier, courriel, ou une visite dans un autre lieu que dans son foyer. Les instructrices visiteuses sont encouragées à chercher des occasions de servir les personnes qui reçoivent les visites d’enseignement.

#### Entraide et services compatissants
Avec l’Évêque ou le Président de la Branche, la présidente de Société de secours est la personne clé dans la paroisse pour s’assurer que les besoins sociaux et émotionnels des membres soient satisfaits. La présidence de la Société de secours est chargée d'aider les femmes à apprendre la valeur de principes tels que le travail, l'autonomie, une vie prévoyante, la préparation personnelle et familiale, la compassion et le service à autrui. Dans de nombreuses paroisses, la Société de secours demandera à une femme de servir comme dirigeante des Services Compatissants, responsable de l’organisation des activités de service et des réponses aux besoins des membres en cas d’urgence ou de difficulté.

#### Instruction
La Société de secours tient des réunions hebdomadaires d’environ 50 min chaque dimanche. Au cours de ces réunions, une leçon d'enseignement est présentée par un membre de la Présidence de la Société de secours ou par une autre femme qui a été appelée à servir comme instructrice à la Société de secours.
Depuis les années 1990, le programme est basé sur les Enseignements des présidents de l'Église et sur d'autres supports.
La Société de secours est également chargée des programmes d’alphabétisation pour les membres qui en ont besoin et l'enseignement de la musique.

#### Édification du Foyer, de la Famille et de la Personne
La réunion d’édification du foyer, de la famille et de la personne (souvent nommées ‘réunions d’édification ou EFFP) est une réunion trimestrielle. Cette réunion a lieu en semaine indépendamment des réunions du dimanche de la Société de secours. Lors des réunions d’édification, les femmes apprennent à varier leurs compétences, mettant un accent particulier sur les compétences parentales et familiales.
Peuvent également avoir lieu des activités mensuelles ou hebdomadaire d’édification pour un groupe de femmes ayant les mêmes besoins ou centre d’intérêts particuliers. Les activités d’édification sont moins formelles que les réunions trimestrielles et les paroisses locales ont toute latitude pour déterminer quelles activités y seront incluses.

### Humanitaire
Au niveau des paroisses, les aides humanitaires sont gérées localement par les évêques et la Société de secours, qui sont amenés à travailler avec les associations caritatives de leur secteur géographique.

## Présidences

### Présidence générale
Trois femmes sont appelées à servir en tant que Présidence Générale de la Société de secours pour l'ensemble de l’Église. Bien que ces femmes ne soient pas considérées comme des Autorités Générales, elles sont considérées comme des officiers généraux de l’Église et occupent le rang le plus élevé dans la hiérarchie des femmes de l’Église.
Depuis avril 2007, la Présidence générale de la Société de secours est composée de Julie Bangerter Beck, présidente, Silvia Henriquez Allred, première Conseillère et Barbara Thompson, deuxième conseillère.
Chaque année, fin septembre, la Société de secours tient une réunion générale de Société de secours à Salt Lake City, Utah diffusée dans le monde entier via la télévision, la radio, par satellite et l'Internet. Cette réunion est l'occasion pour la Présidence générale de la Société de secours de s’adresser à l'ensemble des femmes de la Société de secours. Généralement, un membre de la Première Présidence de l’Église s’adresse également aux femmes de l'église.

### Présidences Société de Secours générales
(février 2018).
Les Sociétés de Secours présidences générales depuis sa création :
| No. | Dates                                  | General President    | General President | First Counselor                                      | First Counselor | Second Counselor                                                                                               | Second Counselor                       |
| --- | -------------------------------------- | -------------------- | ----------------- | ---------------------------------------------------- | --------------- | --- | -------------------------------------- |
| 1   | 17 mars 1842–44                        | Emma Hale Smith      |                   | Sarah M. Cleveland                                   |                 | Elizabeth Ann Whitney                                                                                          |                                        |
| 2   | December 1866 – December 5, 1887       | Eliza R. Snow        |                   | Zina D. H. Young                                     |                 | Elizabeth Ann Whitney                                                                                          |                                        |
| 3   | April 8, 1888 – August 28, 1901        | Zina D. H. Young     |                   | Jane S. Richards                                     |                 | Bathsheba W. Smith                                                                                             |                                        |
| 4   | November 10, 1901 – September 20, 1910 | Bathsheba W. Smith   |                   | Annie Taylor Hyde (1901–09) None (1909–10)           |                 | Ida S. Dusenberry                                                                                              |                                        |
| 5   | October 3, 1910 – April 2, 1921        | Emmeline B. Wells    |                   | Clarissa S. Williams                                 |                 | Julina Lambson Smith                                                                                           |                                        |
| 6   | April 2, 1921 – October 7, 1928        | Clarissa S. Williams |                   | Jennie B. Knight                                     |                 | Louise Y. Robison                                                                                              |                                        |
| 7   | October 7, 1928 – December 31, 1939    | Louise Y. Robison    |                   | Amy Brown Lyman                                      |                 | Julia A. Child (1928–35) Kate M. Barker (1935–39)                                                              | - Child                                |
| 8   | January 1, 1940 – April 6, 1945        | Amy Brown Lyman      |                   | Marcia K. Howells                                    |                 | Donna D. Sorensen (1940–42) Belle S. Spafford (1942–45)                                                        | - Spafford                             |
| 9   | April 6, 1945 – October 3, 1974        | Belle S. Spafford    |                   | Marianne C. Sharp                                    |                 | Gertrude R. Garff (1945–47) Velma N. Simonsen (1947–56) Helen W. Anderson (1957–58) Louise W. Madsen (1958–74) | - Garff - Simonsen - Anderson - Madsen |
| 10  | October 3, 1974 – April 7, 1984        | Barbara B. Smith     |                   | Janath R. Cannon (1974–78) Marian R. Boyer (1978–84) |                 | Marian R. Boyer (1974–78) Shirley W. Thomas (1978–83) Ann S. Reese (1983–84)                                   |                                        |
| 11  | April 7, 1984–March 31, 1990           | Barbara W. Winder    |                   | Joy F. Evans                                         |                 | Joanne B. Doxey                                                                                                |                                        |
| 12  | March 31, 1990–April 5, 1997           | Elaine L. Jack       |                   | Chieko N. Okazaki                                    |                 | Aileen H. Clyde                                                                                                |                                        |
| 13  | April 5, 1997–April 6, 2002            | Mary Ellen W. Smoot  |                   | Virginia U. Jensen                                   |                 | Sheri L. Dew                                                                                                   |                                        |
| 14  | April 6, 2002–March 31, 2007           | Bonnie D. Parkin     |                   | Kathleen H. Hughes                                   |                 | Anne C. Pingree                                                                                                |                                        |
| 15  | March 31, 2007 – March 31, 2012        | Julie B. Beck        |                   | Silvia H. Allred                                     |                 | Barbara Thompson                                                                                               |                                        |
| 16  | March 31, 2012                         | Linda K. Burton      |                   | Carole M. Stephens                                   |                 | Linda S. Reeves                                                                                                |                                        |

## Thème
"Nous sommes les filles d'esprit de Dieu qui nous aime, et notre vie a un sens, un objectif et une direction. Nous, sœurs du monde entier, sommes unies par notre dévouement à Jésus-Christ, notre Sauveur, notre exemple. Nous sommes des femmes de foi, de vertu, de vision et de charité qui :
- Font grandir leur témoignage de Jésus-Christ par la prière et l'étude des Ecritures
- Recherchent la force spirituelle en suivant l'inspiration du Saint-Esprit.
- Se consacrent à fortifier les familles et les foyers.
- Trouvent de la noblesse dans la maternité et de la joie dans la féminité.
- Se réjouissent dans le service et les bonnes œuvres.
- Aiment vivre et apprendre.
- Défendent la vérité et la justice.
- Soutiennent la Prêtrise qui est l'autorité de Dieu sur la terre.
- Se réjouissent des bénédictions du temple, comprennent leur destinée divine et s'efforcent d'atteindre l'exaltation."